# Uffa papà quanto rompi!
Uffa papà quanto rompi! (How Sweet It Is!) è un film del 1968 diretto da Jerry Paris, con James Garner e Debbie Reynolds.
Tratto da un romanzo di Muriel Resnik (The Girl in the Turquoise Bikini) la pellicola è una tipica commedia anni sessanta, con un duetto di star molto in voga all'epoca. Il futuro regista di Pretty Woman (1990) Garry Marshall è tra gli sceneggiatori.
Il titolo italiano è fuorviante, in quanto non c'è alcun "papà che rompe", ma è la madre che fa la parte del genitore apprensivo.

## Produzione
Si tratta di uno dei primi film prodotti dalla casa National General Pictures (NGP) attiva dal 1967 al 1973.